# My Velorum
My Velorum (μ Velorum, förkortat My Vel, μ Vel) som är stjärnans Bayerbeteckning, är en dubbelstjärna belägen i den östra delen av stjärnbilden Seglet. Den har en kombinerad skenbar magnitud på 2,69 och är synlig för blotta ögat. Baserat på parallaxmätning inom Hipparcosuppdraget på ca 27,8 mas, beräknas den befinna sig på ett avstånd på ca 117 ljusår (ca 36 parsek) från solen.

## Egenskaper
Primärstjärnan My Velorum A är en gul till vit jättestjärna av spektralklass G5 III. Den har en massa som är ca 3,3 gånger större än solens massa, en radie som är ca 13 gånger större än solens och utsänder från dess fotosfär ca 107 gånger mera energi än solen vid en effektiv temperatur på ca 5 000 K. År 1998 observerade rymdteleskopet Extreme Ultraviolet Explorer en stark flare med emission av röntgenstrålning som var nästan lika stark som strålningen från hela stjärnan. Den latenta styrkan av röntgenstrålningen hos My Velorum A är ca 1,7 × 1030 erg/s.
Följeslagaren My Velorum B är en stjärna huvudserien av spektralklass G2 V. med en skenbar magnitud på 6,4. Denna klassificering är dock osäker då närmare undersökning av spektret tyder på att stjärnan faktiskt kan ha klassificering F4 V eller F5 V, vilket anger en massa av ca 1,5 gånger solens massa. Sådana stjärnor visar normalt inte någon mätbar nivå av magnetisk aktivitet. De båda stjärnorna kretsar kring varandra med en period på 116,24 år.